# Maga crassa
Maga crassa är en insektsart som beskrevs av Willy Adolf Theodor Ramme 1941. Maga crassa ingår i släktet Maga och familjen gräshoppor. Inga underarter finns listade i Catalogue of Life.